# Ștefan Báthory de Ecsed
Ștefan Báthory de Ecsed, uneori Ștefan Báthory I, (în maghiară Báthory István), (n. 1430, Regatul Ungariei – d. 1493) a fost un mare nobil din familia Báthory, voievod al Transilvaniei, ajuns la putere după ce regele Matia Corvinul l-a trimis în 1476 în fruntea misiuni militare în Țara Românească, cu scopul de a-l impune pe Vlad Țepeș pe tronul țării, în locul lui Laiotă Basarab, care se bucura de sprijin otoman. Misiunea din 1476 s-a încheiat prin ocuparea Bucureștilor și fuga lui Laiotă.

## Istoric

Blazonul casei Báthory

În noiembrie-decembrie 1467 a luat parte la campania lui Matia Corvinul în Moldova, încheiată neașteptat în 15 decembrie prin înfrângerea în Bătălia de la Baia și retragerea armatei regale ungare.
În 1476 regele Matia a hotărât să-l ajute pe Vlad Țepeș să obțină din nou tronul Valahiei de la Laiotă Basarab. El l-a numit pe Báthory comandant al unei armate de aproximativ 8.000 de pedestrași și 13.000 călăreți, dar fiindcă Báthory era neexperimentat ca și comandant de oști, "adevărații conducători de oaste au fost Vlad și despotul Voicu Brancu (serb. Vuk Brancovič. ). Înaintea acestei campanii, Vlad și Báthory au avut o incursiune armată în Bosnia, unde Báthory a fost trimis de Matei cu scopul de a elibera un nobil valah al cărui nume era tot Matei. Noua campanie era formată din trupe maghiare, moldovene și valahe, având și un mic contingent sârbesc. Vlad Țepeș a trimis un mesaj vărului său Ștefan cel Mare să-l aștepte pentru a putea uni armatele, dar manevra nu s-a efectuat din cauza unei întârzieri a trupelor maghiare, ceea ce a dus la înfrângerea lui Ștefan la bătălia de la Valea Albă din 26 iulie 1476. La data de 18 august, cele două armate s-au unit și l-au ajutat pe Ștefan să-i elimine pe turci din Moldova. După un consiliu desfășurat la Brașov, Vlad, Báthory și Brancu/Brancovič au invadat Valahia din sudul Transilvaniei cu o armată de 35.000 oameni, în timp ce Ștefan și-a adus contribuția atacând estul Valahiei cu o armată de 15.000 oameni. Ofensiva lui Vlad a început în noiembrie 1476, reușind să-l învingă pe Laiotă și armata sa de 18.000 oameni la Rucăr, lângă granița Valahiei cu Transilvania. Ambele armate au pierdut circa 10.000 oameni în luptă.
La 8 noiembrie Vlad a capturat capitala Valahiei, Târgoviște, unde s-a întâlnit cu Ștefan. Cei doi veri și-au declarat alianță eternă unul altuia, iar în prezența lui Báthory, au jurat să organizeze o mare cruciadă împotriva turcilor. La 11 noiembrie Báthory a declarat oficialilor orașului Sibiu că majoritatea teritoriului Valahiei era în mâinile lui Vlad, adăugând că "toți boierii, în afară de doi, sunt cu noi" și "chiar și aceia ni se vor alătura în curând".
La 16 noiembrie Bucureștiul a fost ocupat de armata lui Báthory și la 26 noiembrie Vlad Țepeș a fost încoronat Voievod al Valahiei pentru a treia oară.
După retragerea lui Ștefan cel Mare și a lui Báthory din Valahia, Laiotă s-a întors cu o armată să-și reocupe tronul. În decembrie, cei doi s-au întâlnit din nou pe câmpul de luptă. Vlad a avut o armată mai mică și a fost ucis în timpul bătăliei.

## Bătălia de pe Câmpia Pâinii
În 1479, Báthory a devenit voievodul Transilvaniei și la sfârșitul lunii august 1479, o expediție otomană din Bosnia, comandată de doisprezece pașe, a invadat Transilvania cu o forță de 43.000 de soldați. Turcii s-au deplasat cu rapiditate, jefuind și arzând totul în cale, lăsându-i puțin timp lui Báthory să-și adune armata la Sibiu. Pavel Chinezu (Paul Kinizsi), Ban din Timișoara și comandantul suprem al armatelor din sudul Regatului Maghiar, a fost însărcinat de regele Matia să vină în ajutorul lui Báthory. Cu Báthory ajuns la Sebeș, Ali Bey, unul dintre comandanții otomani, a ridicat tabara pe o câmpie între Mureș și Sebeș, în totalitate fără să știe că Kinizsi a fost, de asemenea, pe drumul său împotriva lor.. La primele ore ale dimineții de 13 octombrie, Báthory a apărut pe înălțimi "dincolo de pârâu". Ali a fost obligat să stea la sol, în scopul de a asigura un eventual contraatac și pentru a evacua prada lui.". Báthory a ordonat armatei sale să se pregătească pentru luptă: 3.000 de sași, susținută de o a doua linie din Transilvania, valahii, flancul drept pe Râul Mureș, în timp ce ungurii erau pe flancul stâng - el și cavalerie grea lui au fost plasate în mijloc. Liderii otomani au fost în dezacord și au amânat pregătirile pentru această luptă; după "după trei ore de așteptare, Báthory, încrezător că Paul Kinizsi ar ajunge dintr-un moment în altul, a dat ordinul de atac." Sașii din Transilvania au deschis atacul, dar au fost învinși; valahii din Transilvania a urmat soarta lor, multi fiind răniți sau uciși, iar mai târziu, linia maghiară a presat să se retragă în centru. Báthory a atacat apoi cu cavalerie lui grea, dar a căzut de pe cal; aceasta a alertat pe tovarășii săi care au interpretat o ca pe un semn rău și l-au sfătuit ori să se întoarcă ori să se retragă în munți. El a ignorat sfatul lor și în calitate de șef de cavalerie sale, a atacat prima linie otomană, cu o mare forță, învingându-le. Ali apoi atacat cu cavalerie sale și o luptă aprigă a avut loc, care a durat timp de trei ore. Báthory a fost grav rănit, sângerând la șase răni; "calul lui a fost ucis sub el." Înconjurat de un "zid de cadavre" și mai mult mort decât viu, el a fost pe cale să piardă lupta atunci când armata Kinizsi lui a apărut pe deal, cu tobe și trâmbițe făcând mult zgomot. Aproximativ 900 de sârbi sub conducerea lui Demeter Jakšić la care se adăugau "numeroșii curteni ai regelui", au început atacul împotriva turcilor. Turcii, care au fost luați prin surprindere, au fost măcelăriți de către furiosul Kinizsi și după un nou atac, el a reușit să-l salveze pe Báthory. Puținii turci care au supraviețuit masacrului au fugit în munți, unde majoritatea au fost uciși de către populația locală. Ali, care vorbea Limba Română a pus pe niște haine țărănești pe el și a fugit în Țara Românească. Aproximativ 30.000 de turci au murit în luptă, în timp ce Báthory a pierdut 8000 maghiari și aproape 2000 sașilor transilvăneni și valahi din Transilvania. Cei doi comandanți au petrecut, împreună cu trupele lor, cu Kinizsi dansând cu un turc mort în brate.

## Consecințe
Báthory urma să conducă Transilvania ca și guvernator al ei din anul 1479 pana la moartea sa. Urmașii săi deveneau guvernatori ai Transilvaniei; alții, precum Stefan Batory, au condus ca Rege al întregii Poloniei si Ungariei. Una dintre cele mai notabile prezente ale membrilor familiei este Contesa Elizabeth Báthory, care a făcut faima ei prin cruzimea ei (a se vedea, de asemenea, Báthory). Romancierul Raymond Rudorff a afirmat în lucrarea lui, Dracula, publicata în 1972, că fiul legitim al lui Dracula, care a fost, de asemenea, numit 'Vlad', s-a căsătorit în familia Báthory; acest lucru a fost confirmat ulterior de faptul că, Împăratul Sfântului Imperiu Roman, Ferdinand I, a acordat fraților Ladislau și John Dracula - descendenții indirect al familiei Corvin - un brevet de nobili și haina lor de arme vor consta dintr-o "sabie care acoperă trei dinți de lup pe o creasta de sânge: arme de familia Bathory. "